# Relajación (resonancia magnética nuclear)
En los ámbitos de la resonancia magnética nuclear (RMN) y de la imagen por resonancia magnética (IRM), se recoge bajo el término relajación el conjunto de procesos por los que la magnetización nuclear recupera el equilibrio tras un pulso de un campo magnético externo. La aplicación de un campo magnético fijo a lo largo de un eje para dar una dirección estable a la magnetización, y de una serie de pulsos de campo perpendiculares para rotar la magnetización y a continuación dejar que vuelva a relajarse son la base de estas técnicas. Por tanto, estos procesos de relajación son de enorme importancia práctica para el diseño y comprensión de experimentos en RMN e IRM; por otro lado también tienen implicaciones en estudios fundamentales sobre decoherencia cuántica, computación cuántica e imanes moleculares.
Fundamentalmente, se considera la evolución de las magnetizaciones en dos sentidos independientes, ambos aproximados por un decremento exponencial y caracterizados por tiempos característicos, análogos a los tiempos de vida medios:
- Relajación longitudinal: la componente del vector de magnetización M que es paralela al campo magnético principal B0 es llamada magnetización longitudinal (Mz). El conjunto de procesos mediante los que se recupera a la magnetización en equilibrio térmico M0, por ejemplo tras un giro de 180° en el que cambia de signo, es llamado relajación longitudinal o relajación espín-red, y se caracteriza por una constante de tiempo T1.

{\displaystyle M_{z}(t)=M_{z}(0)\cdot \left(1-e^{-t/T_{1}}\right)\,}
- Relajación transversal: la componente del vector de magnetización M que es perpendicular al campo magnético principal  B0 es llamada magnetización transversal(Mxy, MT, o {\displaystyle M_{\perp }}). El conjunto de procesos mediante los que decae hasta prácticamente cero, por ejemplo tras un giro de 90° en el que su valor se hace máximo, es llamado relajación transversal o relajación espín-espín, y se caracteriza por una constante de tiempo T2.

{\displaystyle M_{xy}(t)=M_{xy}(0)\cdot e^{-t/T_{2}}\,}

## Constante de relajación longitudinal T1
En un medio ideal donde la conservación del momento angular se satisface en forma estricta para los núcleos observados, T1 no existiría. Cuando se altera la magnetización de un núcleo por efecto de un pulso experimental, el mismo debe mantener su  precesión,  de manera que la mayor parte de la magnetización en desequilibrio no puede equilibrarse.  Sin embargo, en un sistema real, se produce una transferencia de spin entre los núcleos observados y el medio.  Esto permite que se produzcan transiciones "prohibidas", y "relajación" desde un estado "excitado" a uno de equilibrio.
T1 es por definición, la componente de la relajación que ocurre en la dirección del campo magnético ambiente.  Esto por lo general sucede por interacciones entre los núcleos de interés y los núcleos no excitados en el medio, como también con campos eléctricos en el medio  (denominado en forma genérica como la 'red').  Por lo tanto, T1 es llamado la relajación de la "red de spin".
T1 se mide como el tiempo requerido para que el vector de magnetización M recupere un valor igual al 63% de su magnitud inicial. Su valor varía según la densidad de campo magnético B.

## Constante de relajación transversal  T2
En un sistema ideal, T2 tampoco existiría. Sin embargo, en sistemas reales, existe una transferencia de spin entre los núcleos excitados que dispersa la magnetización que no se encuentra en equilibrio.
Por definición T2, es la componente 'verdadera' de relajación (véase T2*) hacia las condiciones de equilibrio, perpendicular al campo magnético ambiente.  Por ello, la relajación está dominada por interacciones entre los núcleos spinning que ya se encuentran excitados.  Por dicha razón, la relajación T2 es llamada relajación "transversal" o "spin-spin".
Dado que los procesos T2 siguen un decaimiento exponencial, la cantidad T2 se define como el tiempo requerido para que la magnetización transversal del vector alcance el 37% de su magnitud original después de su excitación inicial.
A diferencia de T1, T2 es mucho menos susceptible a variaciones en la intensidad del campo B.